# Mićo Došenović
Mićo Došenović (Bošnjaci, kraj Sanskog Mosta, 15. listopada 1917. – Beograd, 20. prosinca 1987.), bio je sudionik narodnooslobodilačkog pokreta, jedan od jugoslavenskih dionika prilikom sporazuma o kapitulaciji vojske NDH kod Bleiburga, u svibnju 1945., te u socijalističkoj Jugoslaviji general – major JNA.

## Djetinjstvo i mladost
Rođen je 15. listopada 1917., u selu Bošnjaci, pokraj Sanskog Mosta, u BiH, tada u sastavu Austro - Ugarske Monarhije. U rodnom mjestu završava osnovnu (pučku) školu, te prije Drugoga svjetskog rata nije bio pripadnik ni KPJ-a ni SKOJ-a.  

## Drugi svjetski rat
Početak Drugoga svjetskog rata, okupacija Kraljevine Jugoslavije i uspostava NDH, zatječu ga u Sanskom Mostu. U ljeto 1941. priključio se narodnooslobodilačkom pokretu, zatim pristupa u redove KPJ. Tijekom rata aktivno je sudjelovao u borbama u BiH, Dalmaciji i Sloveniji. U završnim operacijama za oslobođenje Jugoslavije, u svibnju 1945., nalazio se u sastavu jedinica III. Jugoslavenske armije (JA), gdje je bio u činu majora, kao načelnik štaba 14. udarne slovenske divizije, gdje su mu pretpostavljeni bili, potpukovnik, Ivan Kovačić Efenka, i Viktor Cvelbar Stane, kao komandant Zidanšekove brigade, s kojima je dospio na staru austrijsko – jugoslavensku (slovensku) granicu, kod Dravograda, te dalje u Koruškoj blizu Klagenfurta, gdje je sudjelovao u zarobljavanju, razoružavanju i repatrijaciji pripadnika poraženih vojski, njemačke vojske, slovenskih domobrana, vojske NDH, srpskih i crnogorskih četnika te mnoštva civila.

## Pregovori kod Bleiburga
Sudjelovao je u završnoj bitci kod mjesta Poljane, nadomak grada Bleiburga, u kojoj su se jedinice vojske NDH, predvođene ustaškim generalom Ivom Herenčićem vodile bitku s jugoslavenskih jedinica predvođenim Milanom Bastom, Ivanom Dolničarom i Efenkom, kako bi se probile do austrijske granice, i ušle u britansku okupacijsku zonu, namjeravajući se predati Britancima i Amerikancima, u strahu od partizanske odmazde. 
Tada je Došenović skupa potpukovnikom Efenkom, Francom Valušnikom, načelnikom obavješajnog centra 14. udarne slovenske divizije,  Viktorom Cvelbarom Stanetom, kao komandantom Zidanšekove brigade,  Antonom Godecm Tomažom, komandantom Tomšićeve brigade i Milanom Ješićem Ibrom, komandantom VII. Vojvođanske brigade, sudjelovao u pregovorima koji su, nakon bitke kod Poljane, vođeni s parlamentarima vojske NDH, te tom prilikom zahtijevao od njih „totalnu, bezuvjetnu i neodgodivu kapitulaciju“,  na što ovi nisu htjeli pristati, te su otezali dok nisu stigli Britanci, koji su se ponudili kao posrednici radi sprječavanja daljnjeg krvoprolića, te u kasnijim pregovorima, ovaj put uz posredovanje britanskih predstavnika, sporazumjeli su se o bezuvjetnoj kapitulaciji vojske NDH,  na Bastino inzistiranje, u roku od jednog sata, i njihovom prisilnom povratku nazad u Jugoslaviju. 

Prema Došenovićevu kasnijem kazivanju, jugoslavenske su jedinice po isteku roka predviđenog za kapitulaciju, otvorile mitraljesku paljbu na okupljeno mnoštvo, izmiješanih vojnika i civila, koji su tada izvjesili bijele zastave i počeli s polaganjem oružja, naime; 
„taj masakr, da ga tako nazovem, napravili su puškomitraljezi šarci. Uvijek kažem, imali smo idealne položaje i malu udaljenost, a pred sobom gomilu. To nije bio vojni raspored, bila je to gomila zbijenoga ljudstva na cesti i oko ceste, kola do kola i čovjek do čovjeka. Tada je jedan naš bataljun imao više mitraljeza nego ranije pola divizije." 

## Karijera u socijalističkoj Jugoslaviji
Kasnije nakon završetka Drugoga svjetskog rata, nastavio je vojnu karijeru u JNA, te je u Beogradu završio Višu vojnu akademiju, potom ratnu kolu JNA, bio je na dužnosti zapovjednika brigade, načelnika štaba vojnog područja u Mariboru, Bihaću, Zadru i Splitu, da bi 1974. bio umirovljen u činu general – majora JNA.
Umro je u sedamdesetprvoj godini, 20. prosinca 1987., u Beogradu.

## Odlikovanja
- Orden bratstva i jedinstva
- Orden partizanske zvijezde